# 鳥居清重 (2代目)
二代目 鳥居清重（にだいめ とりい きよしげ、生没年不詳）とは、江戸時代の浮世絵師。

## 来歴
『浮世絵師伝』によれば二代目鳥居清満の門人、作画期は文政の頃で鳥居を称すというが、その他の事については不明。